# Thác Đray Sáp
Thác Đray Sáp hay Thác Dray Sap là thác trên dòng sông Srêpốk ở vùng đất xã Đăk Sôr, huyện Krông Nô, tỉnh Đắk Nông, Việt Nam.
Thác Đray Sáp còn có tên gọi nữa là thác Chồng. Thác ở cách thành phố Buôn Ma Thuột chừng 30 km về hướng Nam. Cách thác Đray Sáp không xa là thác Đray Nur (hay thác Vợ) 12°32′31″B 107°53′23″Đ / 12,541851°B 107,889689°Đ thuộc địa phận tỉnh Đăk Lăk. Phía thượng nguồn chừng 3,5 km là Thác Gia Long 12°31′40″B 107°54′49″Đ / 12,527781°B 107,913664°Đ.
Theo tiếng Ê Đê, Dray Sap có nghĩa là "thác khói" (dray: thác, sap: Khói), bởi lẽ dòng nước từ trên cao đổ xuống thung lũng tạo thành một khối lớn bụi nước bay là như màu sương khói.

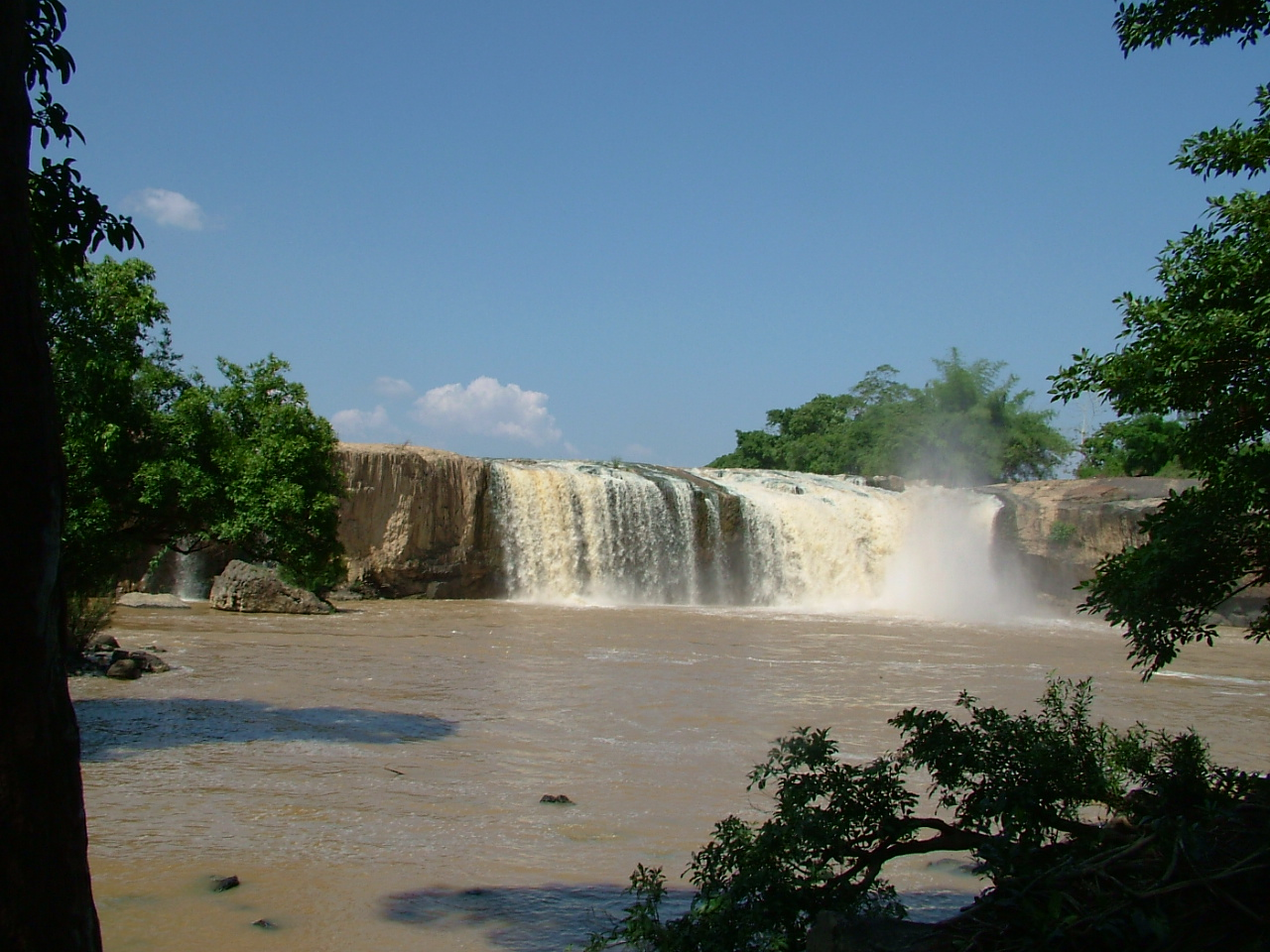
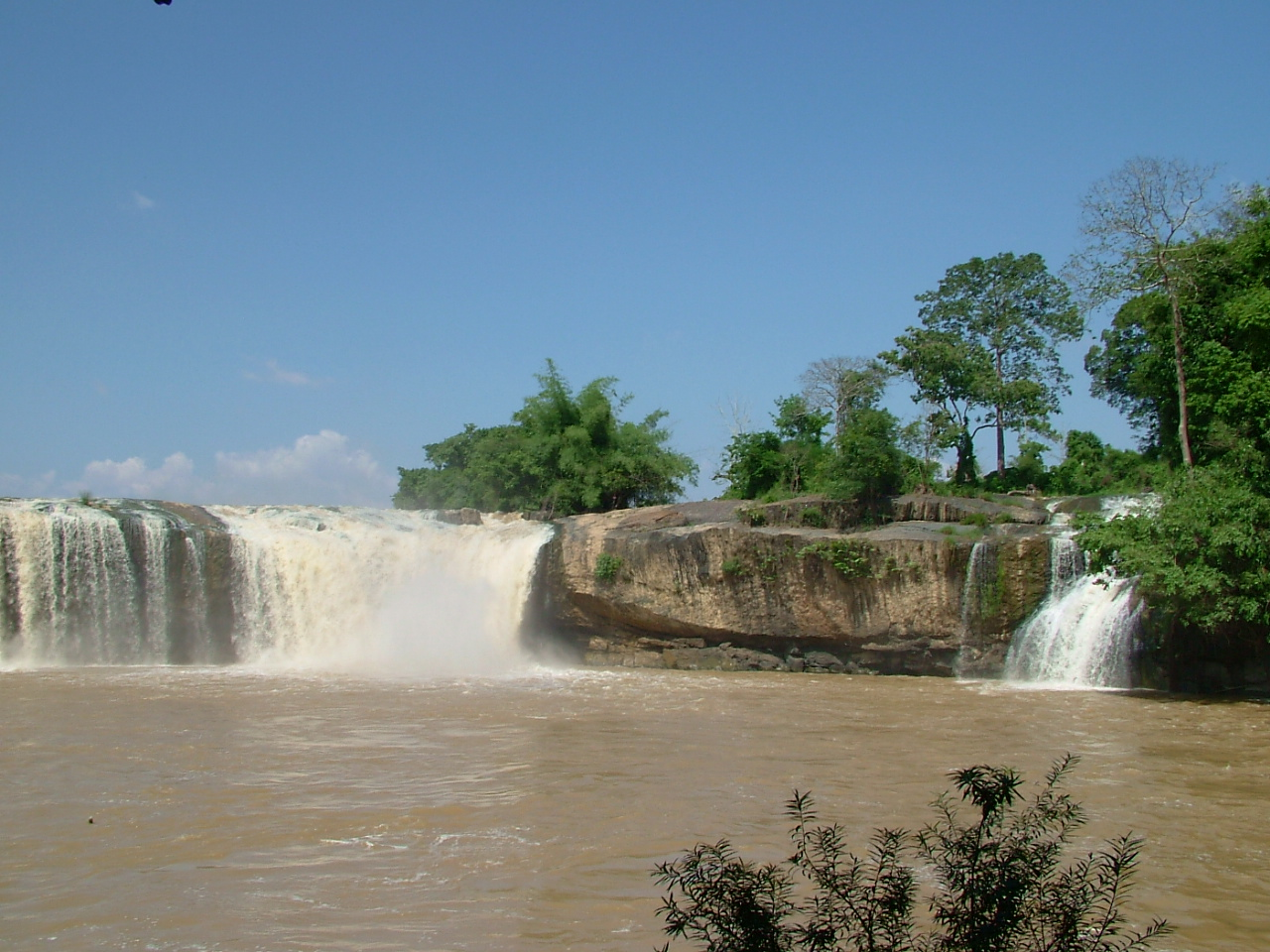
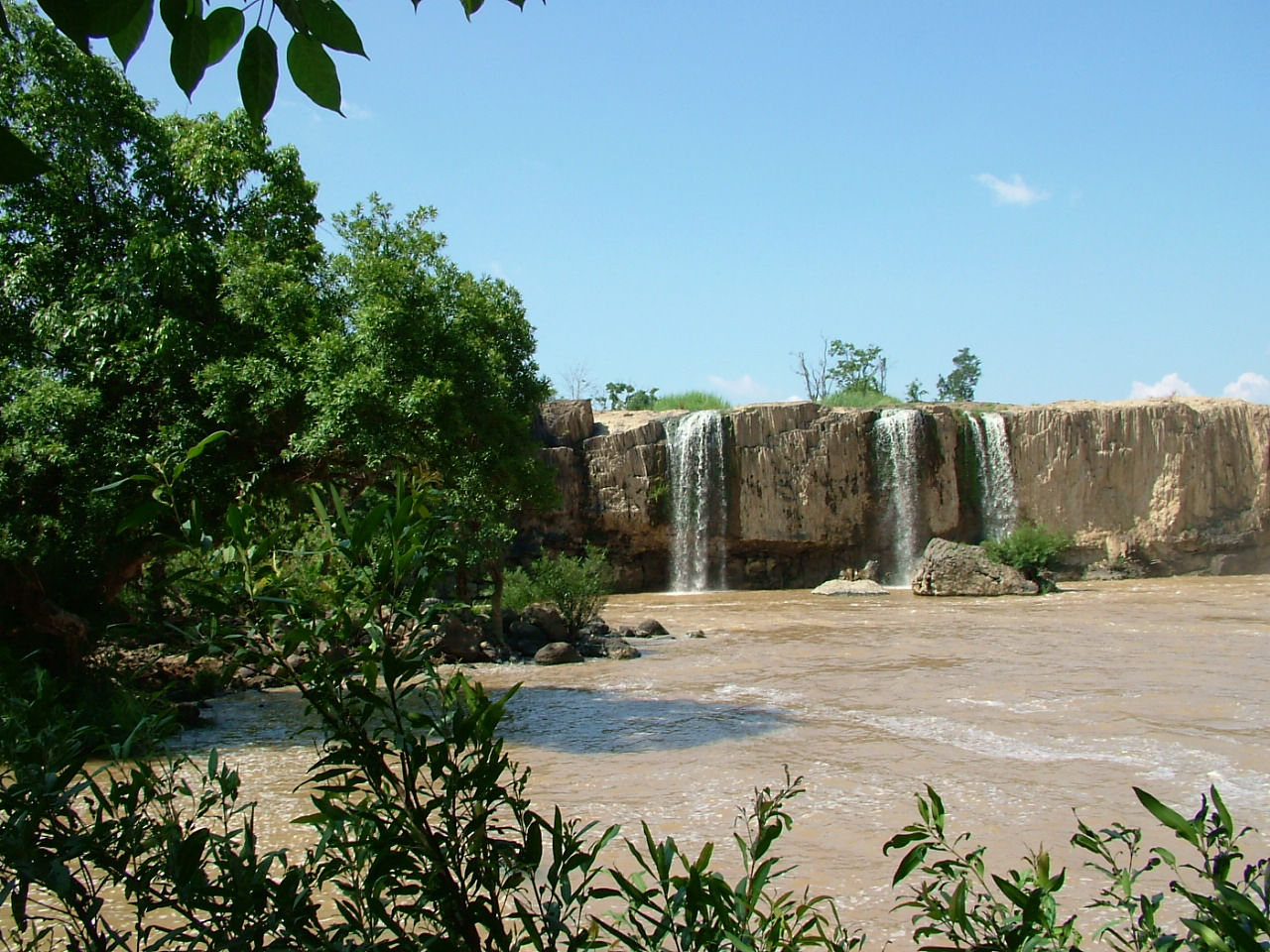

## Huyền thoại
Truyền thuyết kể rằng, xưa kia ở Đăk Lăk, dòng sông Srêpốk chỉ mới là một dòng nước bình thường, chảy quanh thôn làng. Và rồi, ở nơi hai bên bờ sông, một đôi nam nữ đã đem lòng yêu thương nhau, nhưng tình yêu của họ không chỉ bị ngăn cách bởi dòng sông, mà còn bị cấm đoán bởi hai gia đình. Quá đau khổ, trong một đêm tĩnh lặng, đôi tình nhân cùng nhau gieo mình xuống dòng nước để mãi mãi bên nhau. Thời khắc ấy, từ đâu gió to sóng lớn nổi lên cơn thịnh nộ, chia tách sông Sê-rê-pôk thành hai nhánh, mà sau này người dân hay gọi là nhánh sông đực và nhánh sông cái. Dòng chảy của nhánh sông đực đã tạo ra thác Dray Sap và dòng chảy của nhánh sông cái chính là hiện thân của thác Dray Nur

## Hệ thống thác Đray Sáp
Đray Sáp là một hệ thống gồm ba thác ngoạn mục. Dòng sông Sê-rê-pốk từ thượng nguồn đổ xuống tới đây và được chia làm ba tầng. Trước đây du khách thường chỉ đến thác đầu tiên sau khi xuống được các bậc cấp đá. Vào mùa mưa nước đổ dữ dội, bụi nước bắn tung lên lan rộng cả một vùng đến ngàn mét vuông. Ngoài Đray Sáp, còn có hai thác nữa nằm bên kia dòng đổ của thác chính. Khi qua khỏi cầu treo du khách sẽ đến một vùng đất cao thoáng đãng. Đây là một đảo nằm giữa hai dòng thác của hệ thống Đray Sáp. Đó là thác Đray Nu (thác Hầm), cao chừng 12 m, gồm hai dòng nước đổ giữa cảnh quan hùng vĩ và thơ mộng giữa chốn đại ngàn.
Cách thác Đray Nu chừng 100 m là thác lớn, cũng thuộc hệ thống Đray Sáp. Thác này cũng có độ cao 12 m nhưng rộng đến 140 m luôn tung bụi nước mịn như sương khói.
Ngày nay, Đray Sáp trở thành điểm tham quan du lịch ở Tây Nguyên. Tất cả các tour du lịch về Đăk Lăk - Buôn Ma Thuột đều ghé lại đây nghỉ ngơi.